# Państwowa Akademia Nauk Stosowanych w Głogowie
Państwowa Akademia Nauk Stosowanych w Głogowie – polska publiczna uczelnia zawodowa w Głogowie.
Szkoła została założona 22 czerwca 2004 roku na podstawie decyzji Ministra Edukacji Narodowej i Sportu z siedzibą. Jest trzecią uczelnią tego typu w województwie dolnośląskim.
W 2013 roku w rankingu 12 000 uczelni ze świata szkoła zajęła 167 miejsce od końca.

## Historia
Mimo długiej tradycji szkolnictwa w Głogowie, do początku XXI wieku na terenie Głogowa nie działała uczelnia. Przełomem było powołanie 22 czerwca 2004 roku, z inicjatywy ówczesnych władz powiatu głogowskiego, gminy miejskiej Głogów przy współpracy z naukowcami z Uniwersytetem Zielonogórskim oraz Akademią Ekonomiczną we Wrocławiu, Państwowej Wyższej Szkoły Zawodowej. Pierwszy rok na tej uczelni zainaugurowało 130 studentów w trybie dziennym i 11 na płatnych studiach zaocznych. Uczelnia oferowała w tym czasie studia licencjackie na kierunkach edukacja artystyczna w zakresie sztuk plastycznych oraz finanse i bankowość.
Z dniem 1 października 2023 roku, zgodnie z rozporządzeniem Ministra Edukacji i Nauki, Państwowej Wyższej Szkole Zawodowej w Głogowie nadano nazwę Państwowa Akademia Nauk Stosowanych w Głogowie.

## Program dydaktyczny
PANS w Głogowie prowadzi (2025) studia stacjonarne na dziwięciu kierunkach, po których ukończeniu absolwenci uzyskują tytuł zawodowy licencjata, inżyniera lub magistra:
- studia licencjackie:
  - nowe media
  - pedagogika
  - pielęgniarstwo I stopnia

- studia inżynierskie:
  - automatyka i robotyka
  - inżynieria i logistyka produkcji

- studia magisterskie:
  - pedagogika
  - pielęgniarstwo II stopnia
  - pedagogika przedszkolna i wczesnoszkolna
  - ekonomia biznesu

Ponadto uczelnia ma w swojej ofercie katalog studiów podyplomowych kwalifikacyjnych i doskonalących.

## Instytuty
W skład Państwowej Wyższej Szkoły Zawodowej w Głogowie wchodzą trzy instytuty i pięć jednostek ogólnouczelnianych, w tym biblioteka:
- Instytut Nauk Społecznych
- Instytut Nauk Inżynieryjno-Technicznych
- Instytut Nauk o Zdrowiu

## Jednostki ogólnouczelniane i międzywydziałowe
- Studium Języków Obcych
- Studium Kultury Fizycznej
- Studium Informatyki i Technologii Informacyjnej
- Studium Kształcenia Podyplomowego
- Biblioteka PANS

## Kampusy i budynki uczelniane
Uczelnia dysponuje dwoma zabytkowymi budynkami o łącznej powierzchni ponad 8 tys. metrów kwadratowych (do 1945 r. szpital miejski, do 2004 r. szkoła specjalna), które przeszły gruntowny remont i modernizację oraz zostały przystosowane do potrzeb osób niepełnosprawnych. Baza uczelni to: 3 aule wyposażone w multimedia, 46 sal dydaktycznych, w tym 4 pracownie informatyczne, pracownia mikroskopów, laboratoria chemiczne, fizyczne oraz pracownie automatyków i robotyków, biblioteka, pokoje gościnne, punkty kser oraz sklepik i bar. Ponadto studenci i pracownicy mają do dyspozycji boisko trawiaste oraz kort tenisowy.
W 2022 na uczelni uruchomiono Monoprofilowe Centrum Symulacji Medycznych.

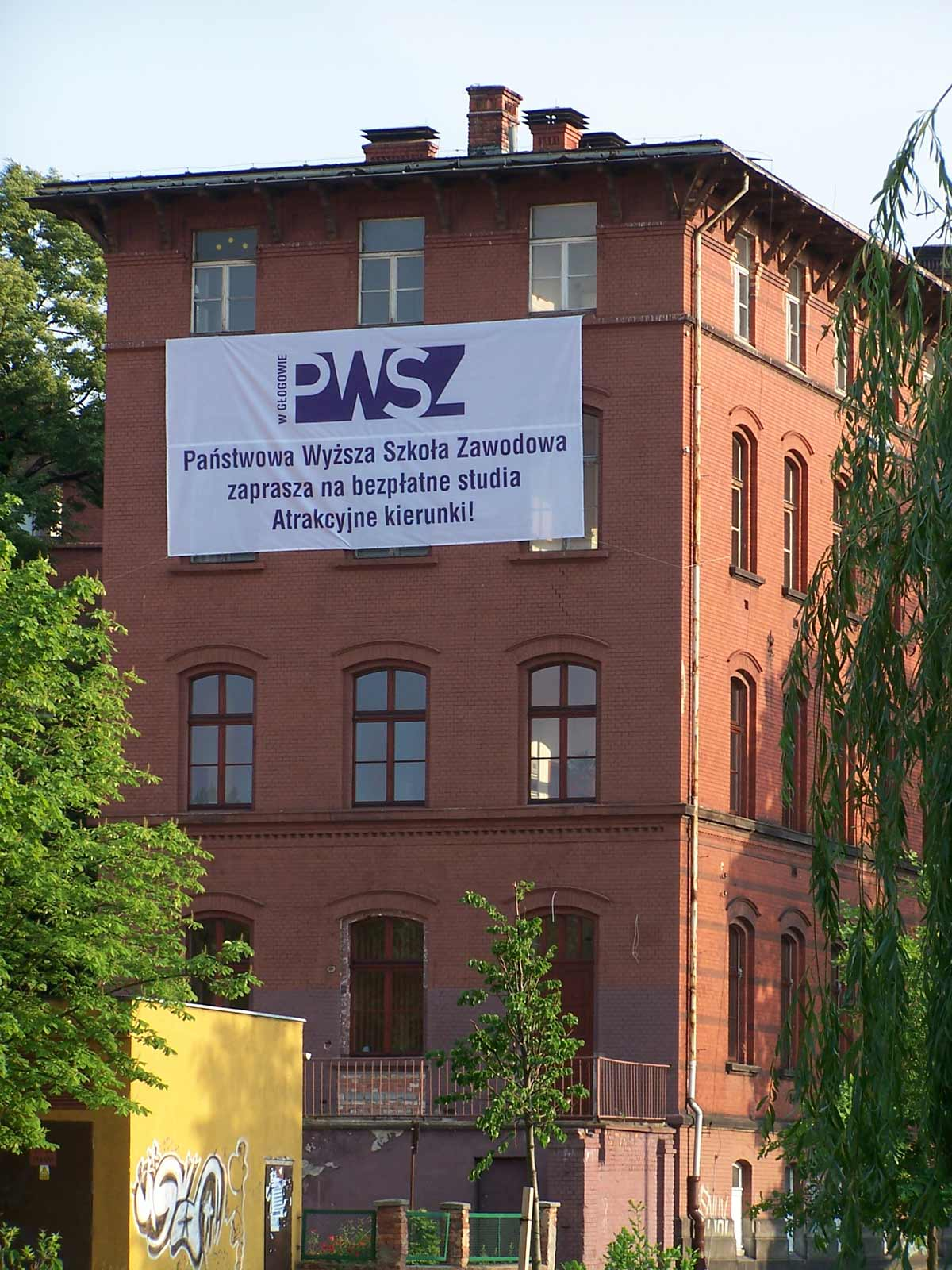
Budynek główny od strony ul. Powstańców
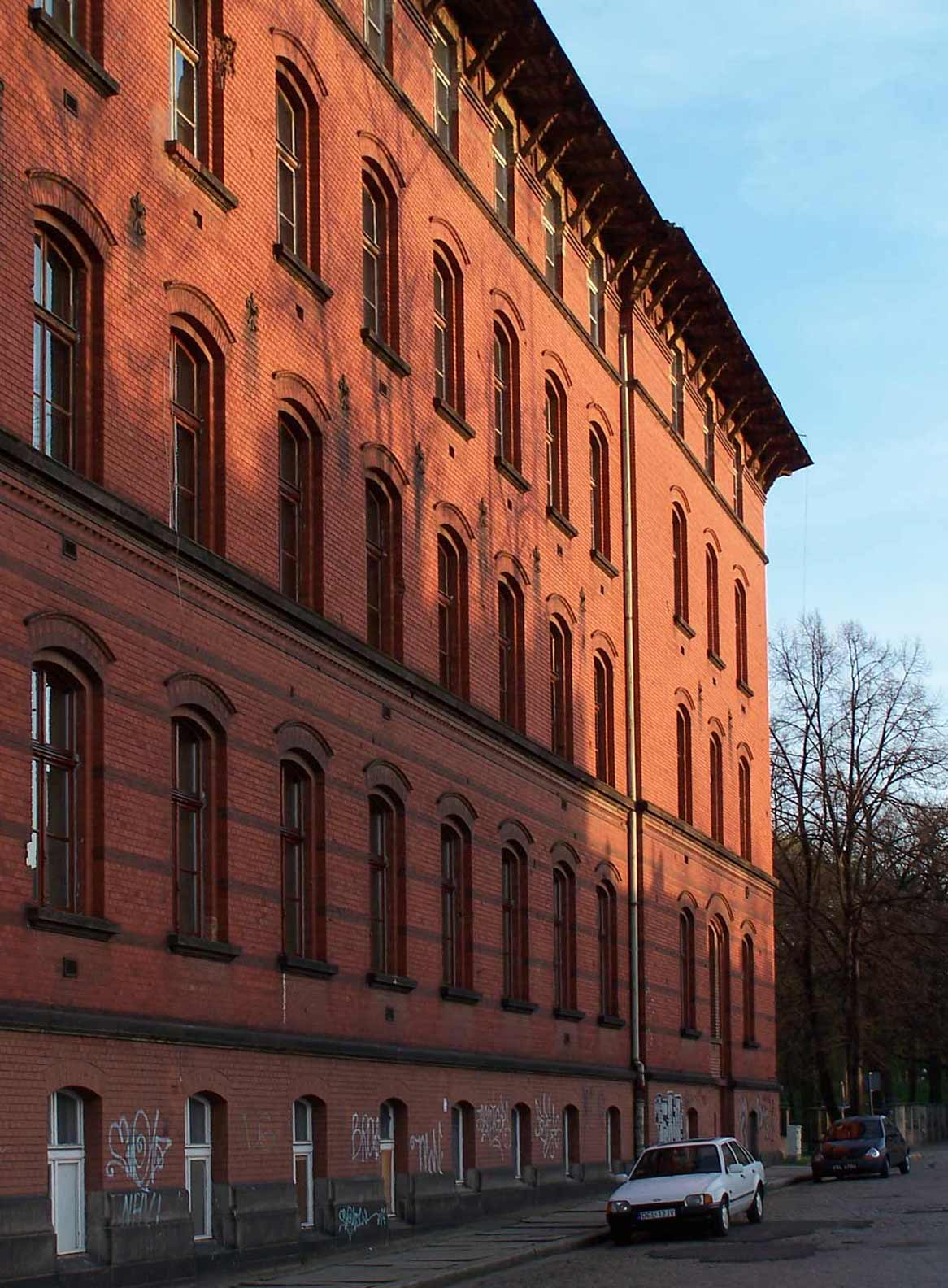
Skrzydło zachodnie głównego budynku (przy ul. Skargi)
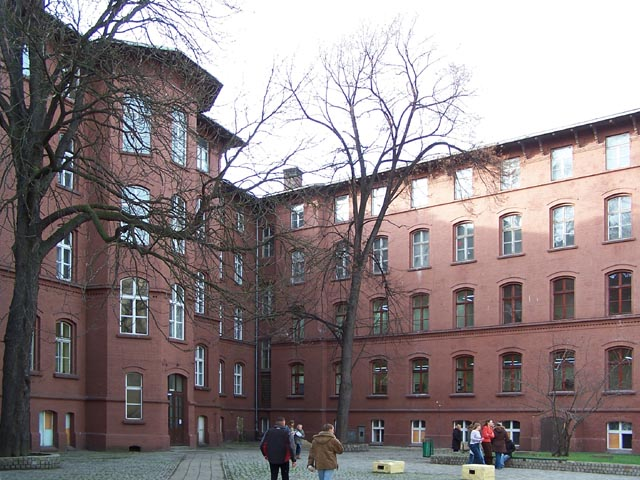
Dziedziniec
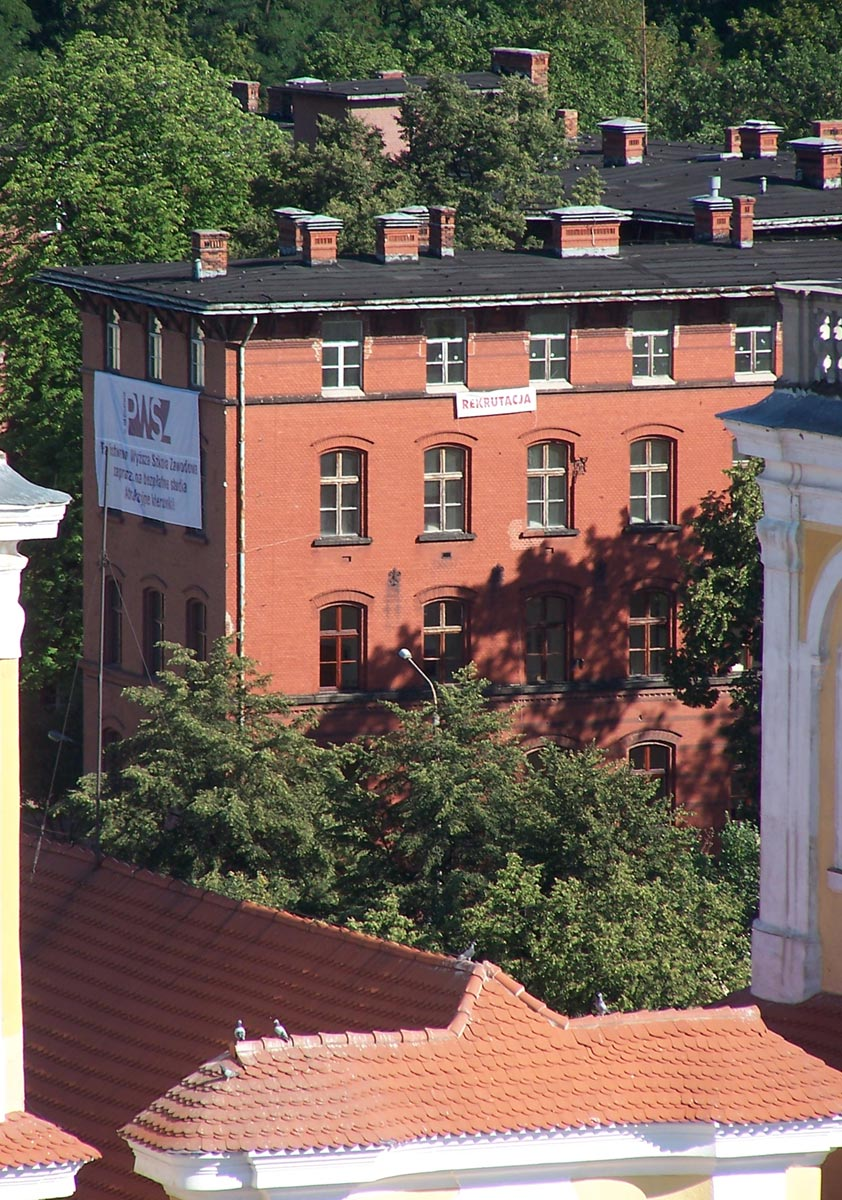
PANS z wieży ratuszowej
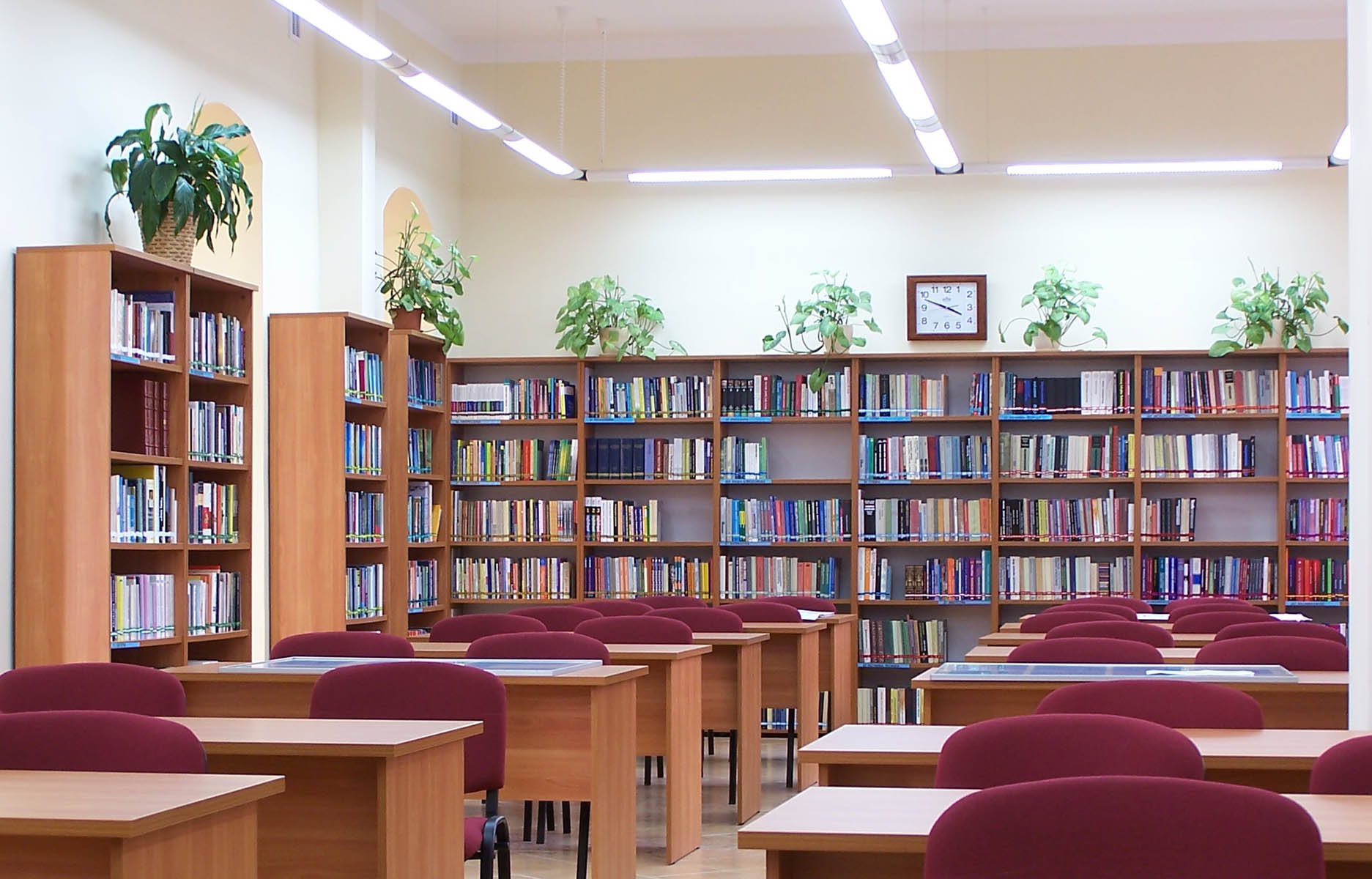
Czytelnia biblioteki
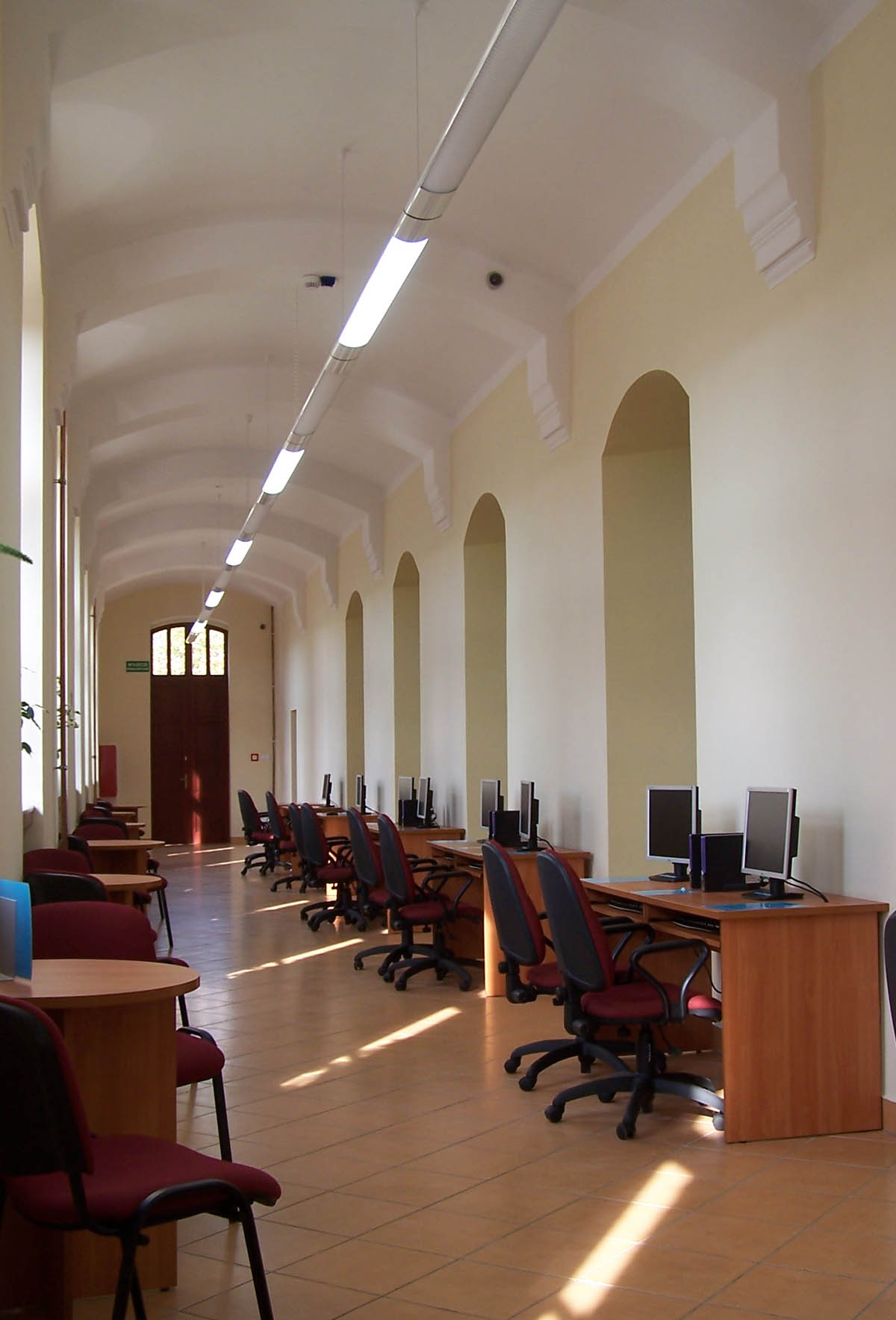
Stanowiska komputerowe w bibliotece

## Współpraca międzynarodowa i międzyuczelniana
Państwowa Akademia Nauk Stosowanych w Głogowie realizuje programy Erasmus i Erasmus+, w ramach których współpracuje z uczelniami Wielkiej Brytanii, Hiszpanii, Francji, Niemczech, Chorwacji, Grecji i Włoszech. Programy te umożliwiają studentom realizowanie części programu studiów w europejskich uczelniach, a także odbywanie praktyk i staży zawodowych za granicą. Ponadto PANS w Głogowie zawarła porozumienia o współpracy z następującymi polskimi uczelniami:
- Uniwersytet Ekonomiczny we Wrocławiu;
- Uniwersytet Zielonogórski;
- Akademia im. Jana Długosza w Częstochowie;
- Dolnośląska Szkoła Wyższa Edukacji Towarzystwa Wiedzy Powszechnej;
- Akademia Górniczo-Hutnicza w Krakowie;
- Dolnośląska Wyższa Szkoła Przedsiębiorczości i Techniki w Polkowicach.

Zgodnie z treścią porozumień, uczelnie umożliwią studentom głogowskiej PANS kształcenie w celu uzupełnienia wiedzy ogólnej i specjalistycznej do poziomu magisterskiego. Ponadto, na mocy obustronnego porozumienia, Uniwersytet Ekonomiczny we Wrocławiu i PANS udostępniają na równych prawach zbiory biblioteczne (zgromadzone w PANS i punkcie bibliotecznym UE w Głogowie) swoim studentom.

## Rektorzy
- 2004–2009: prof. dr hab. Eugeniusz Andrzej Józefowski
- 2009–2013: dr hab. Stanisław Czaja, prof. PWSZ
- 2013–2024: dr Katarzyna Rusak
- od 2024: dr Jarosław Hermaszewski

## Władze
- Rektor: dr Jarosław Hermaszewski
- Prorektor: prof. dr hab. inż. Marcin Witczak